# Прапор Західної Вірджинії
Прапор штату Західна Вірджинія (англ. Flag of West Virginia) — один із символів американського штату Західна Вірджинія.
Прапор штату Західна Вірджинія, являє собою прямокутне полотнище білого кольору з темно-синьою смугою по периметру прапора. У центрі прапора зображений герб із емблеми штату. Герб символізує основні заняття і природні ресурси штату. Під гербом зображена стрічка з девізом штату Montani Semper Liberi (з лат. Монтанці завжди незалежні). Зліва від великої кам'яної брили, обвитою плющем, варто фермер, праворуч — шахтар. На камені дата в три рядкиJune 1920 +1863- дата входження штату в США. Перед каменем лежать дві гвинтівки, на яких лежить червоний фригійський ковпак. Герб обвиває рододендрон — один із символів штату.
Білий колір полотнища символізує чистоту помислів, синя облямівка прапора символізує США.